# Theo Janssen
Theo Janssen (Arnhem, Gelderland, Países Bajos, 27 de julio de 1981) es un exfutbolista neerlandés de ascendencia americana que jugaba de centro centrocampista, su último equipo fue el Vitesse.

## Trayectoria

### SBV Vitesse
Comenzó su carrera en el club de aficionados Arnhem Vitesse 1892 y jugó desde la temporada 1995/1996 en los juveniles del Vitesse. Después de varios equipos juveniles hizo su debut en el primer equipo el 9 de diciembre de 1998 con una victoria por 0-2 ante NAC Breda. Ingresó en el minuto 90 en el campo en sustitución de Mariano Zeman. En total, jugó en esa temporada cinco partidos. La siguiente temporada jugó diecisiete partidos. En la temporada 2000/2001 era un valor fijo, y jugó 30 partidos en los que anotó en una ocasión. En el partido de Copa de la UEFA contra el Inter de Milán cubrió a Clarence Seedorf y terminaron 0-0. En septiembre de 2001 se rompió la tibia, dejándolo en esa temporada solo con diez partidos jugados (un gol). En la temporada 2002/2003 jugó 28 partidos (0 goles).

### KRC Genk
En la temporada 2003/2004 se fue al Genk belga. Jugó quince partidos (dos goles) y se fue en invierno a Arnhem.

### De regreso al SBV Vitesse

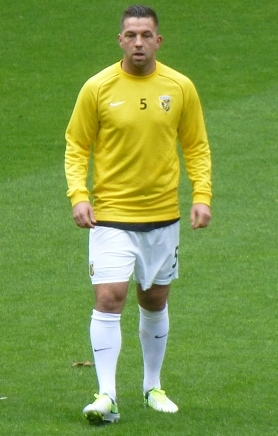
Janssen en el Vitesse en 2012.

Jugó esa temporada dieciséis partidos (un gol) para el Vitesse. A pesar de pequeñas lesiones disputó esa temporada 28 partidos, en los que anotó más que nunca (ocho veces). En la temporada 2005/2006 llegó a siete goles en treinta partidos, y recibió una invitación del seleccionador neerlandés, Marco van Basten, para el partido amistoso contra Ecuador el 1 de marzo de 2006. Sin embargo se ausentó por una operación en sus amígdalas. En la temporada 2006/2007 jugó en el Vitesse, y fue elegido de nuevo para la selección de su país.
Hizo su debut en el partido amistoso contra Irlanda el 16 de agosto de 2006 entrando en el minuto 83 por Stijn Schaars. El 2 de septiembre de ese año comenzó disputando las eliminatorias de la Eurocopa contra Luxemburgo. Debido a las lesiones y suspensiones disputó tan solo 22 partidos con el Vitesse (un gol). Durante la temporada 2007/2008 se lesionó otra vez y estuvo así durante varios meses. A finales de 2007, hizo su reaparición.

### FC Twente

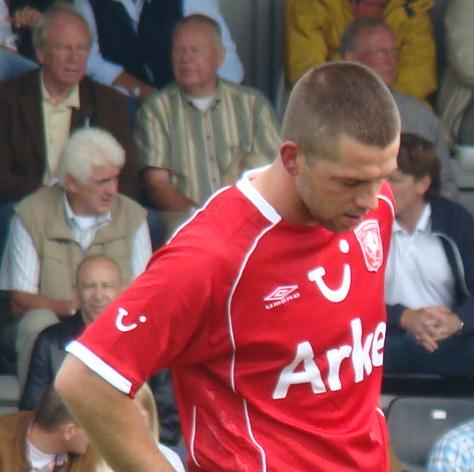
Janssen con la camiseta del Twente.

A mediados de abril de 2008 el FC Twente informó de su compra. Fue alrededor de 1,5 millones por un contrato hasta mediados de 2012. El 21 de noviembre de 2009, después del partido Vitesse-Twente, se vio involucrado en un accidente de coche. Los cuatro ocupantes del coche quedaron heridos, entre ellos su hermano Johan, y Moeliker Kevin, quien cayó en coma. Más tarde se descubrió que la prueba de sangre de Janssen dio positiva en alcohol. El FC Twente lo suspendió hasta el 31 de enero de 2010. Ese mismo año ganó el campeonato de liga con su club.
Fue convocado con la selección de Bert van Marwijk para el partido amistoso contra Ucrania. En la temporada 2010/11 tuvo su mejor temporada. Ganó con el FC Twente la Supercopa de los Países Bajos y la KNVB Beker. Disputó 46 partidos y marcó 20 goles, compartiendo el título de máximo goleador. Anotó entre otros contra Inter, Werder Bremen, Ajax y PSV. Además, fue recompensado con la Bota de Oro de su país.

### AFC Ajax

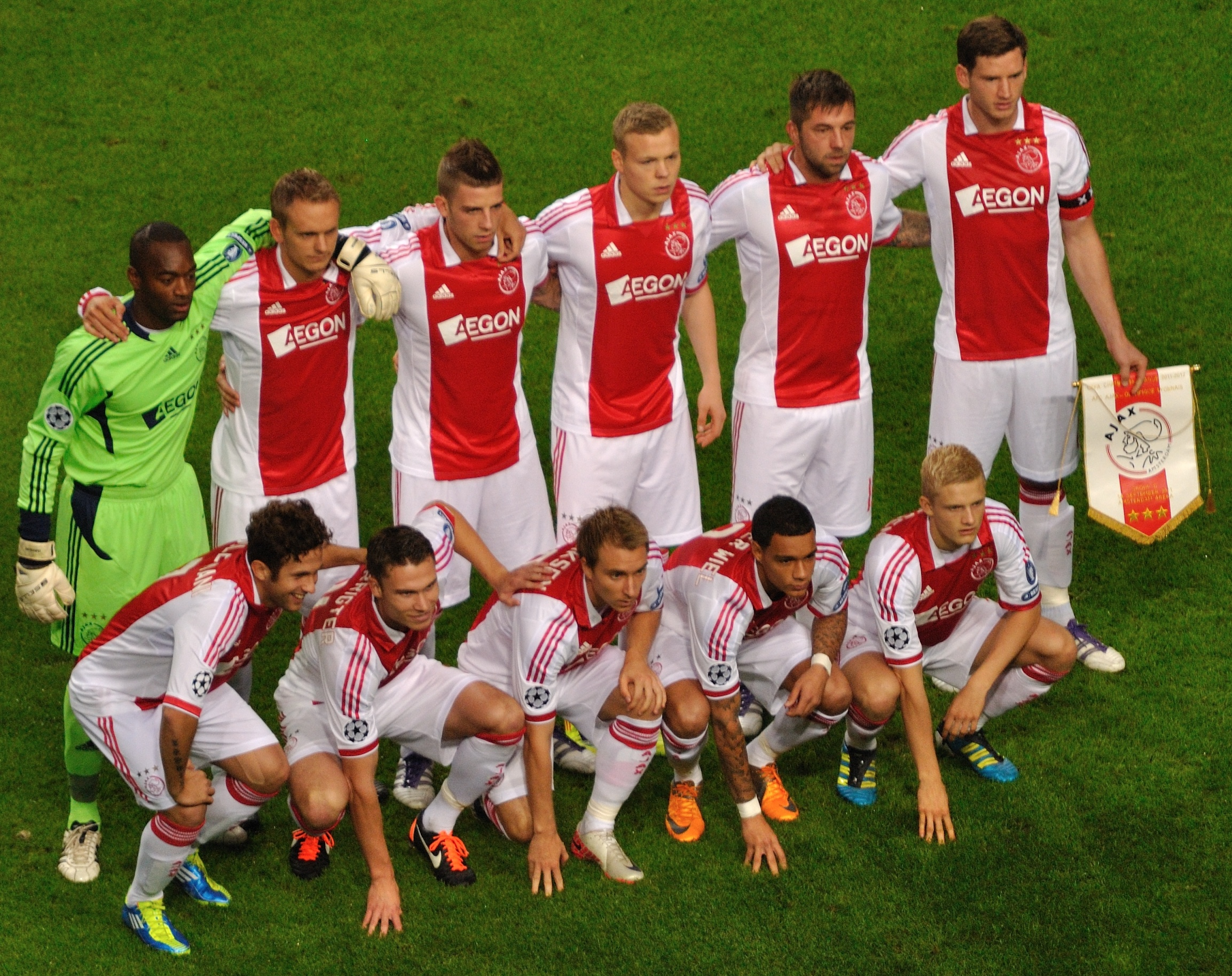
Janssen con el Ajax (segundo por la derecha de pie) en 2011.

El 18 de mayo negoció su traspaso al Ajax y fichó por aproximadamente 3,2 millones. El 23 de mayo de 2011 se anunció que partía al Ajax por 2 temporadas. El primer partido oficial que jugó fue ante el FC Twente por la Supercopa y perdió por 2-1. Tras la salida de Maarten Stekelenburg fue nombrado vicecapitán, por detrás de Jan Vertonghen.

### SBV Vitesse
El 27 de agosto de 2012 se anunció que volvía al Vitesse por 3 años. Quiso volver al Vitesse porque ya no estaba seguro de su titularidad en el Ajax, además de algún desacuerdo con el entrenador Frank de Boer.

## Selección nacional
Debutó en la Selección de fútbol de los Países Bajos en agosto del año 2006 en un partido ante la República de Irlanda.

### Participaciones en Copas del Mundo
| Mundial                               | Sede      | Resultado        |
| ------------------------------------- | --------- | ---------------- |
| Copa Mundial de Fútbol Sub-20 de 2001 | Argentina | Cuartos de final |

## Clubes
| Club              | País    | Año       |
| ----------------- | ------- | --------- |
| Vitesse           | Holanda | 1998-2003 |
| K.R.C. Genk       | Bélgica | 2003-2004 |
| Vitesse           | Holanda | 2004-2008 |
| FC Twente         | Holanda | 2008-2011 |
| Ajax de Ámsterdam | Holanda | 2011-2012 |
| Vitesse           | Holanda | 2013-2014 |

## Palmarés

### Campeonatos nacionales
| Título                   | Club      | País         | Año     |
| ------------------------ | --------- | ------------ | ------- |
| Eredivisie               | FC Twente | Países Bajos | 2009-10 |
| Copa de los Países Bajos | FC Twente | Países Bajos | 2010-11 |
| Eredivisie               | AFC Ajax  | Países Bajos | 2011-12 |

### Distinciones individuales
| Distinción                             | Año  |
| -------------------------------------- | ---- |
| Futbolista del año en los Países Bajos | 2011 |

## Estadística

### Estadística Club
| Temporada     | Club          |               | Competencia    | Competencia | Competencia | Beker  | Beker | Internacional | Internacional | Otros  | Otros | Total  | Total |
| Temporada     | Club          | Local         | Competencia    | Visita      | Local       | Visita | Local | Visita        | Local         | Visita | Local | Visita |       |
| ------------- | ------------- | ------------- | -------------- | ----------- | ----------- | ------ | ----- | ------------- | ------------- | ------ | ----- | ------ | ----- |
| 1998/99       | Vitesse       | Holanda       | Eredivisie     | 5           | 0           | 0      | 0     | -             | -             | -      | -     | 5      | 0     |
| 1999/00       | Vitesse       | Holanda       | Eredivisie     | 17          | 0           | 0      | 0     | 4             | 0             | -      | -     | 21     | 0     |
| 2000/01       | Vitesse       | Holanda       | Eredivisie     | 30          | 1           | 2      | 0     | 4             | 0             | -      | -     | 36     | 1     |
| 2001/02       | Vitesse       | Holanda       | Eredivisie     | 10          | 1           | 3      | 1     | -             | -             | -      | -     | 13     | 2     |
| 2002/03       | Vitesse       | Holanda       | Eredivisie     | 28          | 0           | 2      | 0     | 6             | 0             | -      | -     | 36     | 0     |
| Total club    | Total club    | Total club    | Total club     | 90          | 2           | 7      | 1     | 14            | 0             | 0      | 0     | 111    | 3     |
| 2003/04       | KRC Genk      | Bélgica       | Jupiler League | 15          | 2           | 0      | 0     | -             | -             | -      | -     | 15     | 2     |
| Total club    | Total club    | Total club    | Total club     | 15          | 2           | 0      | 0     | 0             | 0             | 0      | 0     | 15     | 2     |
| 2003/04       | Vitesse       | Holanda       | Eredivisie     | 16          | 1           | 0      | 0     | -             | -             | 4      | 1     | 20     | 2     |
| 2004/05       | Vitesse       | Holanda       | Eredivisie     | 29          | 8           | 3      | 0     | -             | -             | -      | -     | 32     | 8     |
| 2005/06       | Vitesse       | Holanda       | Eredivisie     | 30          | 7           | 1      | 1     | -             | -             | 4      | 0     | 35     | 8     |
| 2006/07       | Vitesse       | Holanda       | Eredivisie     | 22          | 1           | 1      | 0     | -             | -             | 5      | 1     | 28     | 2     |
| 2007/08       | Vitesse       | Holanda       | Eredivisie     | 19          | 2           | 1      | 0     | -             | -             | -      | -     | 20     | 2     |
| Total club1   | Total club1   | Total club1   | Total club1    | 206         | 21          | 13     | 2     | 14            | 0             | 13     | 2     | 246    | 25    |
| 2008/09       | FC Twente     | Holanda       | Eredivisie     | 28          | 4           | 6      | 2     | 8             | 0             | -      | -     | 42     | 6     |
| 2009/10       | FC Twente     | Holanda       | Eredivisie     | 28          | 1           | 2      | 0     | 10            | 1             | -      | -     | 40     | 2     |
| 2010/11       | FC Twente     | Holanda       | Eredivisie     | 30          | 13          | 4      | 4     | 11            | 3             | 1      | 0     | 46     | 20    |
| Total club    | Total club    | Total club    | Total club     | 86          | 18          | 12     | 6     | 29            | 4             | 1      | 0     | 128    | 28    |
| 2011/12       | AFC Ajax      | Holanda       | Eredivisie     | 29          | 8           | 2      | 0     | 6             | 0             | 1      | 0     | 38     | 8     |
| 2012/13       | AFC Ajax      | Holanda       | Eredivisie     | 2           | 1           | 0      | 0     | 0             | 0             | 1      | 0     | 3      | 1     |
| Total club    | Total club    | Total club    | Total club     | 31          | 9           | 2      | 0     | 6             | 0             | 2      | 0     | 41     | 9     |
| 2012/13       | Vitesse       | Holanda       | Eredivisie     | 16          | 0           | 3      | 2     | 0             | 0             | -      | -     | 19     | 2     |
| Total club2   | Total club2   | Total club2   | Total club2    | 222         | 21          | 16     | 4     | 14            | 0             | 13     | 2     | 265    | 27    |
| Total carrera | Total carrera | Total carrera | Total carrera  | 354         | 50          | 30     | 10    | 49            | 4             | 16     | 2     | 449    | 66    |

1 Nota: Esto incluye el total de los dos primeros períodos de Vitesse.

2 Nota: Esto es el total en el club, para un total de tres veces en Vitesse.

Actualizado a 19 de enero de 2013.

### Internacional
| Temporada     | País          | Amistoso | Amistoso | Oficial | Oficial | Total | Total  |
| Temporada     | País          | Local    | Visita   | Local   | Visita  | Local | Visita |
| ------------- | ------------- | -------- | -------- | ------- | ------- | ----- | ------ |
| 2006/07       | Holanda       | 1        | 0        | 1       | 0       | 2     | 0      |
| 2010/11       | Holanda       | 3        | 0        | 0       | 0       | 3     | 0      |
| Carrera Total | Carrera Total | 4        | 0        | 1       | 0       | 5     | 0      |

Actualizado a 11 de abril de 2011.